# Quadri & Sculture
Quadri & Sculture è una rivista d'arte italiana edita tra il 1993 e il 2001. La rivista associava informazione scientifica e distribuzione non settoriale (edicola, supermercato, ecc...), pubblicando nei 37 numeri usciti, oltre 2000 contributi inerenti allo sviluppo di architettura, pittura, e scultura dal tardo Medioevo alle sperimentazioni di fine '900. 

## Storia editoriale

### Giugno 1993: Quadri & Sculture, la nascita di un mensile
Quadri & Sculture nasce nel 1993, e vede la sua prima pubblicazione come mensile nel giugno dello stesso anno, sotto la direzione di Duccio Trombadori (Direttore responsabile, figlio del critico d'arte militante Antonello e nipote del pittore novecentista Francesco), a cui fu presto affiancata Patrizia Patti (Condirettore e Direttore artistico, teorica e fondatrice del movimento Arte dello spirito). In questa fase la rivista focalizza l'attenzione sulla scena italiana del '900 e contemporanea. Un'apposita sezione, denominata Galleria Italia, ospita gratuitamente, ad ogni numero, in media 70 artisti emergenti, costruendo così una base di supporter insolitamente ampia per una rivista d'arte. 

### Gennaio 1994: Quadri & Sculture, il bimestrale
Nel gennaio del 1994, con l'uscita nelle edicole del numero 7 di Quadri & Sculture, la rivista diventa bimestrale, mantenendo questa periodicità fino al numero 35 dell'aprile del 1999. Questa fase vede il rapido imporsi di una diversa linea editoriale, proposta da un outsider, Matteo Smolizza, redattore dal gennaio 1994 e direttore dal numero 23, a 19 anni: ampliamento dell'arco di argomenti trattati, fino ad includere tutta l'Arte europea prodotta dal XIII al XX secolo, e progressivo coinvolgimento, come contributori, degli specialisti internazionali di riferimento.
Nel 1999 è apparso il primo numero della edizione inglese, un volume monografico a cura dello storico dell'arte inglese Denis Mahon: Nicolas Poussin. Works from his First Years in Rome.

### 2000-2001:La rivista annuale
Nel 2000 la rivista diventò a cadenza annuale, per poi interrompere la pubblicazione nel 2001.

## I collaboratori
Dal 1997 al 2001, la rivista ha ospitato i contributi di oltre 500 specialisti, tra i quali: Renato Barilli, Susan J. Barnes, Carlo Bertelli, Ferdinando Bologna, Achille Bonito Oliva, Rossana Bossaglia, Arnauld Brejon de Lavergnée, Marcel Brisebois, Francesco Buranelli, Maurizio Calvesi, Malcolm Campbell, Keith Christiansen, Carolyn Christov-Bakargiev, Germano Celant, Jean Clair, Gillo Dorfles, Maurizio Fagiolo dell'Arco, Andrea Emiliani, Italo Faldi, Oreste Ferrari, Emilio Garroni, Meinhard von Gerkan, Ernst H. Gombrich, Mina Gregori, Jill-Elyse Grossvogel, Irving Lavin, Toshio Hara, Hans Hollein, Peter Humfrey, Arata Isozaki, Jaromir Jédlinsky, Benôit Landais, Gérard-George Lemaire, Jean Leymarie, Mauro Lucco, Denis Mahon, Alessandro Marabottini, Viktoria Markova, Neil McGregor, Gian Lorenzo Mellini, Jörg Martin Merz, Victor Misiano, Catherine Monbeig-Goguel, Karl Noheles, Antonio Paolucci, Stephen D. Pepper, Vincent Pommarède, Paolo Portoghesi, Gennadij G. Pospelov, Wolf D. Prix, Simonetta Prosperi Valenti Rodinò, Pierre Rosenberg, Norman Rosenthal, Stella Rudolph, John Beldon Scott, David Selburne, Vittorio Sgarbi, Richard Spear, Luigi Spezzaferro, John T. Spike, Nicola Spinosa, Timothy J. Standring, Claudio Strinati, Nancy Ward Neilson, Zigmund Wazbinsky, Samir Younés, Bruno Zevi.

## Principali contributi
Tra i contributi si segnalano in particolare le ricerche su Raffaello, Michelangelo Merisi da Caravaggio, Nicolas Poussin, Antoon van Dyck, Canaletto, Vincent van Gogh, Gustav Klimt, in diversi casi in merito alla pubblicazione di opere inedite. In breve, si possono indicare: 
- 1995, n. 14. Jean Clair, Identità e alterità. Ripensiamo l'arte moderna
- 1995, n. 14. Patrizia Patti, L'arte dello spirito
- 1995, n. 15. Denis Mahon, Caravaggio, Il valore dei documenti e il problema delle commissioni
- 1995, n. 15. Irving Lavin, Caravaggio Rivoluzionario o l'Impossibilità di vedere
- 1996, n. 17. John T. Spike, Un capolavoro attribuito al Maestro: Il Caravaggio travestito
- 1996. n. 22. Arrivederci Architettura. A cura di Matteo Smolizza. Contributi di Hans Hollein, Peter Cook, Benôit Cornette, Arata Iszaki, Paolo Portoghesi, Wolf D. Prix, Meinhardt von Gerkan, Gillo Dorfles
- 1997. n. 23. Denis Mahon, Alle origini del paesaggio ideale
- 1997. n. 24. Arte e Critica. Dimenticare Argan?. A cura di Duccio Trombadori. Contributi di Carlo Bertelli, Rossana Bossaglia, Luciano Caramel, Flavio Caroli, Enrico Crispolti, Gillo Dorfles, Maurizio Fagiolo dell'Arco, Emilio Garroni, Paolo Portoghesi, Renato Barilli, Bruno Contardi, Enzo Carli
- 1997. n. 25. Come cambia la critica. A cura di Matteo Smolizza e Duccio Trombadori. Contributi di Rossana Bossaglia, Luciano Caramel, Flavio Caroli, Gillo Dorfles, Paolo Fossati, Emilio Garroni, Giancarlo Politi, Paolo Portoghesi, Franco Rella, Angela Vettese, Marisa Volpi, Bruno Zevi
- 1997. n. 25. Maurizio Marini, Van Dyck: due inediti
- 1997. n. 25. Catherine David, Documenta non è la TV
- 1997. n. 26. A chi serve la biennale, A cura di Matteo Smolizza e Duccio Trombadori. Contributi di Richard Artschwager, Guillaume Bijl, Louise Bourgeois, Nancy Burson, Tony Cragg, Wim Delvoye, Jan Dibbets, Jim Dine, Eugenio Dittborn, Gilbert & George, Anish Kapoor, Sol LeWitt, Roy Liechtenstein, Andres Serrano, Richard Tuttle, Claes Oldenburg e Coosje Van Bruggen, Gilberto Zorio
- 1997. n. 26. Gennadij Pospelov, Larionov: una cronologia da rifare
- 1997. n. 27. Kasimir Malevic, l'autobiografia inedita
- 1997. Pietro il Grande (su Pietro da Cortona). A cura di Claudio Strinati. Contributi di Ferdinando Bologna, Arnauld Brejon de Lavergnée, Malcolm Campbell, Vittorio Casale, Keith Christiansen, Oreste Ferrari, Mina Gregori, Anna Lo Bianco, Alessandro Marabottini, Maurizio Marini, Jörg Martin Merz, Karl Noehels, D. Stephen Pepper, Paolo Portoghesi, Simonetta Prosperi Valenti Rodinò, Pierre Rosenberg, Stella Rudolph, John Beldon Scott, Luigi spezzaferro, Nicola Spinosa, Maria Elisa Tittoni, Bruno Contardi.
- 1997. n. 28. Alberto Maria Fortuna, Inediti: il sesto sonetto di Raffaello
- 1998. n. 29. Roy Lichtenstein, La Trappola della “forma”, n. 29, gennaio-febbraio 1998
- 1998. n. 29. Arte e Nuovi Mezzi. A cura di Matteo smolizza. Contributi di Richard Artschwager, Louise Bourgeois, Guillaume Bijl,  Daniel Buren, Nancy Burson, Eduardo Chillida, Tony Cragg, Gino De Dominicis, Wim Delvoye, Jan Dibbets, Eugenio Dittborn, Gilbert & George, Anish Kapoor, Joseph Kosuth, Wolfgang Laib, Sol LeWitt, Orlan, Arnulf Rainer, Andres Serrano, Joe Tilson, Richard Tuttle
- 1998. n. 29. Maurizio Marini, Uno schizzo di Caravaggio agli Uffizi?
- 1998. n. 30. Richard Meier, La Chiesa del 2000
- 1998. n. 30. Antonio De Robertis, 450 Van Gogh dispersi
- 1998. n. 31. Louise Bougeois, Perché temo il “Virtuale”
- 1998. n. 31. Jill-Elyse Grossvogel, L'età del simbolo
- 1998. n. 31. Paul Johannides e John Thomas Spike, Allo specchio
- 1998. n. 31. Nancy Ward Neilson, I Procaccini: nuovi studi
- 1998. n. 31. Benôit Landais, Il falsario Gachet
- 1998. n. 33. Gino De Dominicis, L'Arte e La Biennale
- 1998. n. 33. Il noviziato di Poussin. Contributi di Denis Mahon e Hugh Brigstokes
- 1998. n. 34. Angela Keeper (alias Gino De Dominicis), Lo studio di Gino De Dominicis
- 1998. n. 34. Il Seicento in Emilia. Contributi di Andrea Emiliani, Stephen D. Pepper, Denis Mahon
- 1998. n. 34. François Borne, Una serie di disegni “biografici”: Francesco Zuccaro e la vita di Taddeo
- 1998. n. 34. Tempesta su un quadro “Gachet”: c'è van Gogh e van Gogh. Contributi di Antonio De Robertis, Benôit Landais, Charles Moffet
- 1999. n. 35. Charles Beddington, Un eccezionale inedito: il primo Canaletto
- 1999. n. 35. Il ‘600 bolognese. Contributi di Daniele Benati, Jadranka Bentini, Francesco Buranelli, Maurizio Calvesi, Enzo Carli, Flavio Caroli, Vittorio Casale, David Ekserdjian, Alessandro Marabottini, Claudio Strinati
- 1999. n. 35. Fermate quel restauro (sul restauro del Palazzo Ducale di Urbino). Appelli di Keith Christiansen, Ernst H. Gombrich, Denis Mahon
- 2000. n. 36. Richard Spear, Una replica a Stephen Pepper: il mio Guido Reni
- 2000. n. 36. Timothy James Standring, Sulle tracce di Poussin
- 2000. n. 36. Pierre Rosenberg, Poussin, sì e no
- 2000. n. 36. John Varriano, Caravaggio lettore dei Classici: la “Fiscella ambrosiana” e altre ekfràseis
- 2000. n. 36. Viktoria Markova, Il pomo del mistero: Esordi della natura morta in Italia
- 2000. n. 36. Rossana Bossaglia: Misterioso Klimt. La Scoperta di un dipinto inedito
- 2001. n. 37. Alberto Maria Fortuna, Raffaello il poeta, 2001
- 2001. n. 37. Anna Forlani Tempesti, Preziose carte: il catalogo dei fogli italiani alla Albertina
- 2001. n. 37. Stephen D. Pepper, Caravaggeschi o no? Intorno ad un mito della Storia dell'Arte